# Lettres édifiantes et curieuses
 (mars 2024).
Si vous disposez d'ouvrages ou d'articles de référence ou si vous connaissez des sites web de qualité traitant du thème abordé ici, merci de compléter l'article en donnant les références utiles à sa vérifiabilité et en les liant à la section « Notes et références ».

Les Lettres édifiantes et curieuses forment une collection de 34 volumes de lettres envoyées en Europe par des jésuites missionnaires en Chine, au Levant, en Inde, en Amérique, et ailleurs. Publiée entre 1702 et 1776, cette collection fit beaucoup pour ouvrir l’Europe, et surtout la France, aux cultures non européennes. 

## Origine
Pour que le gouvernement de la Compagnie de Jésus s'appuyât sur une bonne information, Ignace de Loyola établit un système de correspondance où il est demandé à tout jésuite ayant autorité de lui écrire régulièrement (Constitutions, no 674, 790). Il y a ainsi les Relations annuelles des diverses missions, et les autres lettres, adressées plus personnellement à Ignace, au ton plus chaleureux. Du vivant du saint, quelques lettres envoyées de l’Inde par François Xavier (janvier 1544, avril 1552, etc.) sont à l’origine de nombreuses vocations missionnaires.

## Développement

### L’aspect édifiant
Comme tout le travail apostolique, en Europe aussi bien qu'en mission, dépend de la générosité de bienfaiteurs, il est important d'informer ceux-ci régulièrement sur ce qui se fait avec leurs dons. Il y a deux types de lettres, les Lettres d’affaires, qui traitent des personnes et des problèmes à résoudre, et les autres, qui parlent du travail apostolique, de son développement et de ses succès. Les premières sont à usage interne et destinées strictement au gouvernement interne de la Compagnie, les autres (les « édifiantes ») sont copiées et répandues parmi les amis, prélats, et bienfaiteurs divers. Elles connaissent un grand succès.

### L’aspect curieux
Durant le XVIe siècle et le XVIIe siècle, les voyages outre-mer (à but commercial) se multipliant entre l’Europe et les autres continents, surtout Amérique et Asie, il se développe une grande curiosité que les marchands, qui n’ont que des contacts épisodiques avec ces « nouveaux pays », ne sont pas en mesure de satisfaire. Les missionnaires, qui y habitent et en ont appris la langue, sont de bons observateurs (en raison de leur formation intellectuelle) et peuvent répondre à cette demande. À l’aspect « édifiant » de leurs lettres ils ajoutent le « curieux ». En plus de relater les souffrances des missionnaires, les joies de nombreux baptêmes, les martyres également, ils proposent dans la même correspondance de véritables reportages sur la Chine, son mode de gouvernement les particularités de sa langue, ses mœurs et coutumes. Tout cela donne naissance à la première sinologie européenne et suscite un véritable engouement pour les « chinoiseries » et tout ce qui vient de l’empire du Milieu. D’autres lettres circulent, en provenance d’Amérique, du Levant ou de l’Inde, mais ce sont les lettres de Chine qui ont le plus grand retentissement. Cet enthousiasme poussa même le père Jean-Baptiste Du Halde — qui de sa vie ne quitta jamais Paris — à écrire une Description de la Chine entièrement basée sur la correspondance reçue. Elle fit autorité.

## Publication de la collection
Des publications partielles de lettres ont lieu durant le XVIe siècle (la toute première lettre imprimée fut celle de François Xavier aux étudiants de Paris, en 1545). Puis le père Charles Le Gobien, procureur à Paris des missions jésuites de Chine, entreprend de rassembler les correspondances et de les publier ensemble. Comme le premier volume, sorti en 1702, est très bien reçu, il en publie d’autres au rythme de un par an (vol. I-VIII).  Il donne comme titre à la collection Lettres édifiantes et curieuses, écrites des Missions Etrangères par quelques Missionnaires de la Compagnie de Jésus. Le père Jean-Baptiste Du Halde prend la relève et publie (de 1709 à 1743) les volumes IX à XXVI. Ensuite, les volumes XXVII, XXVIII, XXXI, XXXIII, XXXIV sont publiés par le père Louis Patouillet (de 1749 à 1776) et les volumes manquants (vol. XXIX-XXX-XXXII) par le père Ambrose Maréchal (en).

## Influences des “Lettres”
Ces publications jouèrent un rôle primordial dans l’ouverture et l’évolution des idées du siècle des Lumières. Les grands esprits de l’époque tels que Voltaire et Montesquieu ne tarissaient pas d’éloges pour ce que les lettres leur apportèrent. Leibniz parlait de la mission jésuite en Chine comme de « la plus grande affaire de notre temps ». Par leur objectivité précise, la diversité et l’ampleur des sujets traités, et la profondeur de la réflexion, elles méritent d’être placées parmi les grandes œuvres encyclopédiques du siècle des Lumières. Elles permirent une première relativisation de beaucoup de mœurs et coutumes européennes.

## Publications successives
L’œuvre est traduite en tout ou en partie en espagnol (16 vol., 1753-1757), en italien (18 vol., 1825-1829), en allemand (7 vol., 1726-1761). Pour l’édition en anglais (2 vol., 1743), John Lockman estime bon d’en retirer les récits de conversions et miracles, car « assez insipides et ridicules aux yeux des lecteurs anglais, et en fait à toute personne intelligente et de bon goût ». De nouvelles éditions voient le jour au cours du XIXe siècle, les lettres étant alors arrangées par régions d’origine. La dernière grande édition complète est celle de Louis Aimé-Martin, sortie en 1838 et 1843.
La revue Nouvelles des missions, fondée en 1822, et qui prend le nom de Annales de la propagation de la foi en 1826, se présente sur la page de titre comme Collection faisant suite à toutes les éditions des 'Lettres édifiantes'.  Cette dernière suspend sa publication en 1974.